# Marc Robinson
Marc Robinson (3 febbraio 1964) è un attore indiano.

## Biografia
Marc Robinson, nato il 3 febbraio del 1964, è un attore indiano, regista di concorsi di bellezza ed ex top model. La sua carriera inizia nell'industria della moda, dell'intrattenimento e dei media come top model di spicco e successivamente prosegue nelle vesti di presentatore televisivo per il canale V. Nel 1998 è approdato a Bollywood come protagonista in Bada Din, al fianco di Shabana Azmi e Tara Deshpande.
Marc Robinson è il fondatore e direttore della moda della Dubai Fashion Week. Ha lavorato come fashion and show director alla Lakme Fashion Week ed è stato anche direttore nazionale del concorso di bellezza Femina Miss India, nonché concorrente e direttore dello spettacolo per Ford Models Supermodel of the World, il capitolo indiano. Inoltre è anche il direttore creativo e della moda per la BMW India Bridal Fashion Week, l'organizzatore e licenziatario di Elite Model Look India e il capo progetto per Max Design Awards Student Edition, Max Emerging Star e Max Fashion Icon India. Ha altresì partecipato alla prima e unica stagione del reality show Iss Jungle Se Mujhe Bachao nel 2009. Sostenitore irriducibile del Manchester United, Robinson è anche un appassionato sportivo e attualmente gioca a calcio per l'All Stars Football Club di Mumbai.

## Vita privata
Robinson si è sposato con Waluscha D'Souza a Goa nel 2002, matrimonio da cui ha avuto tre figli, Chanel, Brooklyn e Sienna. La coppia si è separata nel 2013.